# トハル・ブトブル

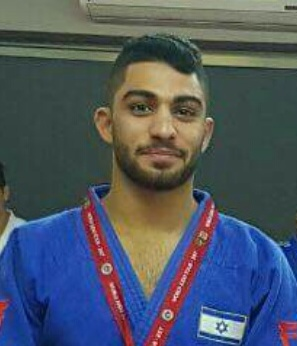

トハル・ブトブル（Tohar Butbul　1994年1月24日- ）はイスラエル出身の柔道選手。階級は73kg級。

## 経歴
2014年のヨーロッパジュニア73㎏級で3位になると、2016年にはU23ヨーロッパ選手権で2位となった。2017年にはグランドスラム・アブダビで3位、2018年には グランドスラム・デュッセルドルフで3位、グランドスラム・バクーで2位となった。2019年の世界選手権では準々決勝でアゼルバイジャンのルスタム・オルジョフに敗れるなどして7位だった。ワールドマスターズでは決勝まで進むも、ケガによる棄権で橋本壮市と対戦せず2位だった。2021年7月の東京オリンピックでは2回戦で対戦する可能性のあったアルジェリアのフェティ・ヌリンが、パレスチナ問題でパレスチナに政治的な支援を行っていることを理由に大会を棄権した。ヌリンとそのコーチはこの行為により、IJFから10年間の大会出場禁止性処分を受けた。なお、ヌリンは2019年の世界選手権3回戦でもブトブルとの対戦を棄権していた。ブトブル本人は今大会で7位にとどまった。混合団体では3位になった。
IJF世界ランキングは4166ポイント獲得で6位(24/3/25現在)。

## 主な戦績
- 2014年 - ヨーロッパジュニア　3位
- 2016年 - U23ヨーロッパ選手権　2位
- 2017年 - グランプリ・アンタルヤ　3位
- 2017年 - グランプリ・カンクン　2位
- 2017年 - グランドスラム・アブダビ　3位
- 2018年 - グランドスラム・デュッセルドルフ　3位
- 2018年 - グランプリ・ザグレブ　3位
- 2019年 - グランプリ・テルアビブ　3位
- 2019年 - グランドスラム・バクー　2位
- 2019年 - ヨーロッパ競技大会　5位
- 2019年 - グランプリ・ザグレブ　優勝
- 2019年 - 世界選手権　7位
- 2019年 - ワールドマスターズ　2位
- 2021年 -　グランドスラム・テルアビブ　3位
- 2021年 -　ヨーロッパ選手権　2位
- 2021年 -　東京オリンピック　7位
- 2021年 -　東京オリンピック混合団体　3位
- 2022年 -　グランドスラム・テルアビブ 3位
- 2022年 -　グランドスラム・ウランバートル　3位
- 2022年 -　グランドスラム・ブダペスト 3位
- 2023年 -　グランプリ・リンツ 優勝
- 2024年 -　グランドスラム・トビリシ　3位

(出典、JudoInside.com)